# Holectypus planatus
Holectypus planatus es una especie de erizo de mar irregular fósil de la Familia Holectypidae, muy abundante en sedimentos de la Formación Agrio (Cuenca Neuquina). Ha sido registrada en depósitos del Jurásico y Cretácico de Argentina. Se los conoce con el nombre de erizos de mar irregulares.

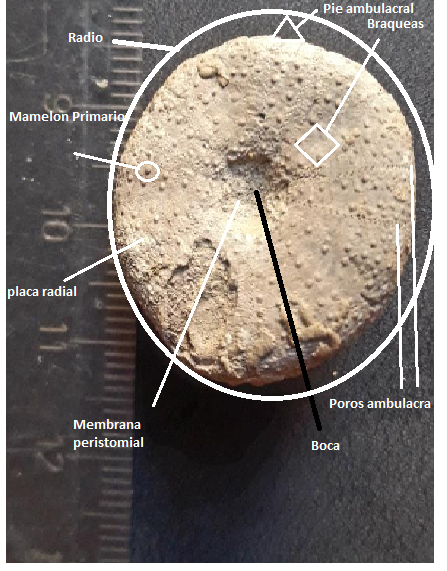
Vista oral de un ejemplar de Holectypus planatus de la Formación Agrio. Se observa la simetría del erizo, y un caparazón sin púas.